# Kakkelovn
En kakkelovn er en type brændeovn til rumopvarmning, beklædt med  kakler. 

## Forhistorie
Ovnens oprindelse er ikke klarlagt, men er nok en videreudvikling af romerske pottemagerovne. Pottemagerne gjorde den opdagelse, at hvis de indmurede brændte potter med bunden indad i ovnkappen, ville afkølingen af ovnen ske langsommere. Det var en fordel, da produkterne efter brændingen ofte sprang under afkølingen på grund af spændinger. Disse erfaringer var grundlag for udviklingen af kakkelovnen til rumopvarmning. Det var dog næppe i det milde Italien, men snarere under mere barske forhold i Alperne, at ideen opstod.